# Diedrocephala elvina
Diedrocephala elvina är en insektsart som beskrevs av Butler 1874. Diedrocephala elvina ingår i släktet Diedrocephala och familjen dvärgstritar. Inga underarter finns listade i Catalogue of Life.